# بيت القاصر (المخادر)

تعديل مصدري - تعديل

بيت القاصر محلة تابعة لقرية الدمنة، التابعة لعزلة الشرف بمديرية المخادر إحدى مديريات محافظة إب في الجمهورية اليمنية، بلغ تعداد سكانها 24 حسب تعداد اليمن لعام 2004.